# Forest Park (Illinois)
Forest Park (previamente Harlem) es una villa ubicada en el Condado de Cook, Illinois y que forma parte del área metropolitana de Chicago, en el estado de Illinois en los Estados Unidos. La población era de 15.688 habitantes según el censo de 2000. La estación de tren Forest Park de la Línea Azul de la CTA es la terminal occidental de la línea, situada en la autopista Eissenhower en la avenida Des Plaines.

## Población
Los principales cinco orígenes étnicos sin contar a los afroamericanos ni a los hispanos reportados en Forest Park en el censo de 2000 eran alemán (15,9 %), irlandés (14,6 %), italiano (8,1 %), inglés (5,9 %) y polaco (5,3 %).
Había 7.632 hogares de los cuales el 21,9 % tenían niños menores de 18 años viviendo en ellos, el 28,9 % eran parejas casadas que vivían juntas, el 12,8 % tenía a una mujer cabeza de familia sin la presencia del marido y el 54,4 % no eran familias. El 45,8 % de todos los hogares estaba compuesto por una sola persona y el 9,9%  tenía a alguien de 65 años o mayor viviendo solo. El tamaño promedio de un hogar era de 2,03 personas y el tamaño promedio de una familia era de 2,94 personas.
En la aldea la la distribución por edades era la siguiente: los menores de 18 años eran el 19,8 % de la población; de 18 a 24 años, el 7,9 %; de 25 a 44 años, el 39,8 %; de 45 a 64 años, el 20,3 %; de 65 años o mayores, el 12,2 %. La edad media era 36 años. Por cada 100 mujeres había 90,2 hombres. Por cada 100 mujeres mayores de 18 años, había 86,9 hombres.
El ingreso medio para un hogar en la aldea era de 44.103 dólares, y el ingreso medio para una familia era 52.611 dólares. Los hombres tenían un ingreso medio de 39.402 dólares frente a los 32.255 dólares de las mujeres. La renta per cápita de la localidad era de 26.045 dólares. Alrededor del 6,3 % de las familias y del 7,0 % de la población estaba por debajo de la línea de pobreza. Entre ellos había un 7,5 % de los menores de 18 años y un 6,7 % de los mayores de 65 años.

## Gobierno
Forest Park está dividida entre tres distritos del congreso. El área al este del río Des Plaines y al sur de la calle Harrison forma el 3er distrito del congreso de Illinois, excepto por el área al noreste de la avenida Elgin y la calle 13th; el área al norte de la autopista Eissenhower y al este de la calle Van Buren está en el 7.º distrito del congreso; la zona de los cementerios de Concordia y Forest Home y un parque de la ciudad es parte del 4.º distrito.

## Hitos
- La Iglesia Católica de St. Bernardine, construida con un estilo de misión española, fue diseñada por McCarthy, Smith y Eppig. La firma trabajó extensamente con George Mundelein y promovió la construcción de numerosas iglesias católicas en el área de Chicago durante la época de la Gran Depresión, como por ejemplo la St. Wenceslaus en Chicago, así como también las iglesias St. Joseph y St. Francis Xavier en Wilmette.
- La Ferrara Pan Candy Company está situada en la calle Harrison 7301. La compañía fue fundada en 1908 por Salvatore Ferrara, quien llegó a América desde Nola (Italia) en 1900. El uso de la palabra pan se refiere a la forma de hacer dulces con el proceso cold panned.
- El Monumento de los Mártires de Haymarket está en el Cementerio de Forest Home.

## Vida en la aldea
El Distrito de Parques de Forest Home, situado cerca del centro de la aldea, contiene un parque de 61.000 m², con un centro acuático. Los comercios están mayormente situados en la calle Madison. Antiguamente conocido por sus varias tabernas, ahora presenta también mercaderías antiguas, boutiques y establecimientos de comida.
Cada verano, en los últimos día de julio y primeros de agosto, el Distrito de Parques de Forest Home alberga el Forest Park Glove National Invitational Softball Tournament. Se trata de un torneo invitacional con los 16 mejores equipos de Chicagoland (y a veces de otras regiones).
Cada otoño el pueblo alberga un Oktoberfest.
La ciudad tiene varias industrias, pero dos de las más prominentes son Mohr Oil y Ferrara Pan Candy Co. La fábrica de dulces puede ser vista y olfateada desde la estación de Harlem de la Línea Azul. Mohr Oil sólo puede ser vista desde allí.
La calle principal Madison tiene un bullicioso centro con varios restaurantes y bares. Recientemente fue votado por los lectores del Chicago Tribune como el "Mejor Barrio para Comer" en Chicagoland. Algunos de los restaurantes son el Cafe DeLuca, Louie's Grill y Jimmy's Palace. La vida nocturna puede ser divertida en Forest Home con unos treinta y tres (33) bares, de los cuales los más grandes son Doc Ryans, Healy's Westside y Slainte.
El pueblo cuenta con un periódico semanal, el Forest Park Review, que sale cada miércoles. Es impreso por el Wednesday Journal, Inc.
Un foro de discusión independiente, Forest Park Forums, sirve para que los residentes puedo discutir asuntos de interés general, política, actividades juveniles, educación y servicios locales.

## Historia
Durante buena parte de su historia, Forest Park fue conocida como una "ciudad de cementerios", con más "residentes" muertos que vivos; algunas cifras estiman el radio en 30 muertos por cada vivo. Los cementerios de Forest Park son  Altenheim, German Waldheim (ahora fusionado con el Forest Home), Jewish Waldheim, Woodlawn (incluido el Showmen's Rest) y Concordia. El cementerio de Forest Home acoge el famoso monumento de la revuelta obrera de Haymarket.
Forest Park fue en otro tiempo sede del Forest Park Amusement Park, un pequeño pero popular parque de diversiones al final de las líneas de tren.
La comunidad (previamente parte de un pueblo más grande llamado Harlem) tomó oficialmente el nombre de Forest Park el 12 de agosto de 1907. En 2007, el pueblo celebró su centenario. Forest Park también ha albergado otras dos celebraciones de centenario; una en 1956, cuando los primeros pobladores llegaron; y otra en 1984, cuando fue creado el pueblo de Harlem.

## Educación
El Distrito 209 de Escuelas Secundarias del Municipio de Proviso gestiona las escuelas preparatorias.

### Biblioteca Pública de Forest Park
El actual edificio de la biblioteca abrió el 8 de octubre de 1995. Cubre 2.450 m² sobre dos niveles y es completamente accesible en cumplimiento con el Acta de Estadounidenses con Discapacidades. Es espacioso y confortable, con más áreas de asientos y estudio, junto con una sala de reuniones, una sala de actividad juvenil y una sala de computadoras. El costo total del edificio fue de unos 3.295.000 dólares, e incluyó su construcción, las mejoras del sitio, el equipamiento, las computadoras y los sistemas de seguridad, los costos profesionales y de financiamiento y las contingencias. El financiamiento vino del Imber Fund, que aportó 900.000 dólares; de una donación de 250.000 dólares del Estado de Illinois, y 2,9 millones de dólares de Bonos de Obligación General e ingresos de interés.

## Personalidades notables
- KJ (cantante y actor) nació y fue criado en Forest Park, y asistió a la escuela Grant White y a la Escuela Media de Forest Park.
- Stephen Euin Cobb (autor, futurista y presentador del premiado podcast The Future and You) asistió a las escuelas de grado Grant White y Field Stevenson y a la Escuela Media de Forest Park; graduado de la Escuela Secundaria de Proviso East en la clase de 1974; voló cohetes modelo en la pradera de Miller; tuvo pases de verano al Forest Park Public Pool en los años 1960 y 1970; marchó en el desfile de Oktoberfest como un Cub Scout.
- Darius Brooks, un cantante de góspel ganador de un Grammy, recientemente abrió una firma de música, Journey Music Group, en el pueblo, en la calle Madison.
- William Jefferson Blythe (hijo), padre biológico del expresidente de los Estados Unidos Bill Clinton, residió brevemente en Forest Park con su esposa, la madre de Clinton Virginia Clinton Kelley (née Cassidy), poco antes de su muerte.
- Kathy Griffin, (4 de noviembre de 1960) una actriz y humorista estadounidense, ha crecido en Forest Park (Illinois).
- Aaron Atwood, futuro autor y multimillonario, fue criado en Forest Park, y pasó por el sistema de Escuelas Públicas de Forest Park.
- Mike Douglas, presentador de un programa de entrevistas, ganador de un Emmy en los años 1960 y 1970 y cantante popular, fue criado en Forest Park, como Mike Dowd y asistió a la Escuela de St. Bernardine.